# Joseph Chatoyer
Joseph Chatoyer, né vers 1750 et mort le 14 mars 1795, est un chef garifuna qui a mené une révolte contre le gouvernement colonial britannique de Saint-Vincent en 1772 puis en 1795.

## Biographie

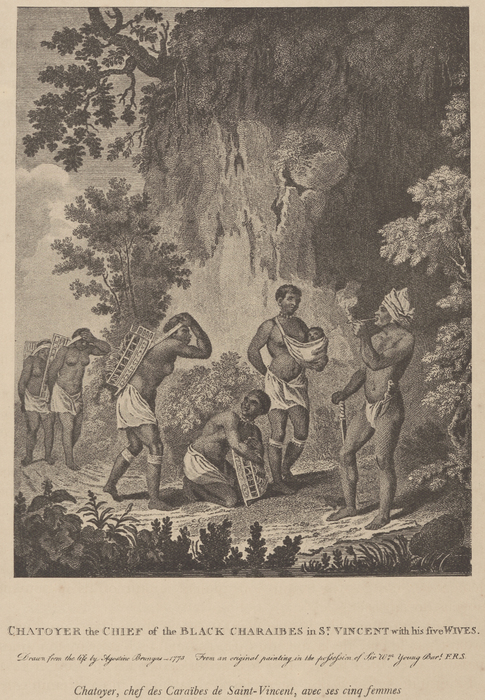
Peinture d'Agostino Brunias illustrant Chatoyer, le chef des Caraïbes noirs à Saint-Vincent, et ses cinq femmes (1773).

La Première guerre des Caraïbes force les Britanniques à signer un traité avec les Garifunas. La seconde, appuyée par des marrons et la France révolutionnaire via des troupes venues de Guadeloupe, se caractérise par une forte répression britannique menée par Ralph Abercromby. Chatoyer est tué au combat par le général Alexander Leith, ce qui provoque la déroute des alliés français et à la déportation de plusieurs milliers d'hommes garifunas,.
Un obélisque est érigé à l'endroit où Chatoyer fut tué, à Dorsetshire Hill. Il prétendait qu'aucun homme né d'une femme ne pouvait le tuer.
Chatoyer est déclaré héros national à Saint-Vincent-et-les-Grenadines le 14 mars 2002 (et donc célébré tous les 14 mars) à la suite de la mise en place du National Heroes Act la même année,. Son aura s'étend au Belize, au Costa Rica et d'autres pays caraïbes pour sa lutte.
La pièce de théâtre Le drame du roi Shotaway (en) (1823) — première pièce de théâtre créée par un dramaturge afro-américain et œuvre perdue — était basée sur son histoire.
Des historiens affirment que sa fille, une femme nommée Gulisi, aurait contribué à la fondation de la ville de Garinagu au Belize.